# Andre Young (basketball)
Andre Young, né le 16 mars 1990 est un joueur professionnel américain de basket-ball. 

## Biographie
Après avoir joué au basket-ball de collège pour les Tigers de Clemson, Young a commencé sa carrière professionnelle aux Pays-Bas avec Eiffel Towers Den Bosch dans la Basketball League néerlandaise. Dans sa première saison, il a remporté le Most Valuable Players entence et a obtenu une place dans l'équipe All-League. Avec Den Bosch, Young a remporté la Coupe néerlandaise , mais n'a pas gagné le championnat national en dépit terminant premier en saison régulière.
Le 12 juin 2013, il signe avec BC Hoverla dans le Championnat d'Ukraine de basket-ball.
Il quitte l'équipe en 2014 au cours de l'année et la révolution ukrainienne continue .
Pour la saison 2014-15, Andre Young signe avec la Chorale Roanne de la deuxième division française LNB Pro B .
Le 27 juin 2015, il signe à Boulazac. Mais, en juillet 2015, durant sa préparation physique, il se blesse aux ligaments croisés et ne peut pas jouer de la saison 2015-2016.